# Kill or Cure (film 1923)
Kill or Cure è un cortometraggio muto del 1923 diretto da Scott Pembroke e prodotto da Hal Roach che aveva come interprete Stan Laurel.

## Trama
Un venditore provvisto di ogni tipo di rimedio per le malattie, gira di strada in strada, di casa in casa per trovare qualche cliente.
Dopo alcuni equivoci insorti in un ospedale per sordo-muti, l'Agente Wire incomincia ad avere esperienza con i clienti: vende un rimedio ad un ubriaco che lo aveva scambiato per una bottiglia di whisky, un altro ad una signora facendole credere che permette al suo canarino di cantare (poi scoprendo che la moneta era falsa!).
In seguito, in cambio di soldi, pulisce un'intera automobile usando un altro rimedio, senza però neanche essere pagato.
L'ultimo cliente della giornata si dimostra un osso duro e fa vedere al nostro venditore cosa fa a tutti i piantagrane che si ritrova tra i piedi, comunque lo fa entrare.
Un secondo dopo Wire si ritrova a volare e atterrare sopra un cactus, colpito in pieno da una cliente già incontrata prima nell'ospedale dei sordo-muti, la quale abitava in quella casa.

## Distribuzione
Il cortometraggio fu distribuito il 15 luglio 1923.
Il cortometraggio fu inserito nell'antologia-documentario di Robert Youngson Emozioni e risate, con l'aggiunta di numerosi effetti sonori che resero ancora più divertente la comica. Viene inserito anche nel film L'allegro mondo di Stanlio e Ollio, sempre diretto da lui, e in un altro diretto da Mack Sennett, La bomba comica.